# Henryk Czaj
Henryk Czaj (ur. 12 lutego 1929 w Kcyni, zm. 11 lipca 1998 w Wolsztynie) – polski górnik, instruktor harcerski Związku Harcerstwa Polskiego w Hufcu Wałbrzych, harcmistrz, działacz społeczny.

## Życiorys
Urodził się 12 lutego 1929 w Kcyni, syn Wacława i Zofii z domu Padzikowskiej. 24 lutego 1959 zawarł związek małżeński z Marianną Urbanowską, z którą wychował czworo dzieci: Piotra, Henryka, Marię i Monikę. 
15 lipca 1964 składa zobowiązanie instruktorskie i rozpoczyna wieloletnią społeczną pracę na rzecz Związku Harcerstwa Polskiego, na początku w Hufcu Wałbrzych-Powiat, a następnie w Hufcu Wałbrzych. Od początku działalności instruktorskiej związany ze sprawami kwatermistrzowskimi, na początku jako magazynier, później kwatermistrz.
Wielokrotnie współorganizuje obozy harcerskie dla młodzieży, gdzie wyróżniająco wykonuje swoje obowiązki. W działalność harcerską zaangażował czwórkę własnych dzieci, a także żonę Mariannę. Dzięki temu, że wakacje spędzał na obozach z całą rodziną, uzyskał przydomek "Papa Czaj", a później, gdy na obozach pojawiły się również wnuki – "Dziadek Czaj".
Zmarł 11 lipca 1998 w szpitalu w Wolsztynie po nagłym zasłabnięciu na obozie w Wilczu.

## Awanse instruktorskie
- instruktor bez stopnia – 15 lutego 1965
- przewodnik – 22 lipca 1965
- podharcmistrz – 2 listopada 1966
- harcmistrz – 6 grudnia 1970
- harcmistrz Polski Ludowej – 22 lipca 1981 (Rozkaz Naczelnika ZHP L8/81)

## Odznaczenia i wyróżnienia
- Order Sztandaru Pracy II klasy (za 20 lat nieprzerwanej i wyróżniającej pracy w górnictwie) – 4 grudnia 1969
- Złoty Krzyż Zasługi (za 15 lat nieprzerwanej i wyróżniającej pracy w górnictwie) – 27 listopada 1965
- Srebrny Krzyż Zasługi (za 7 lat nienagannej i nieprzerwanej pracy w górnictwie) – 4 grudnia 1959
- Złoty Krzyż "Za Zasługi dla ZHP" – (Rozkaz Naczelnika ZHP L15/90) – 27 października 1990
- Srebrny Krzyż "Za Zasługi dla ZHP" – 25 listopada 1974
- Srebrne odznaczenie im. Janka Krasickiego FSZMP – 8 września 1978
- Odznaka Przyjaciela Dziecka TPD – 1 czerwca 1970
- Honorowa Odznaka Dolnośląskiej Chorągwi ZHP – 3 lutego 1971
- Odznaka "Za Zasługi dla Województwa Wałbrzyskiego" – 7 grudnia 1988
- I stopień górniczy – 4 grudnia 1969
- II stopień górniczy – 4 grudnia 1963
- Honorowy tytuł "Instruktor-Senior ZHP" – 1 grudnia 1986
- Tytuł Honorowy Aktywista BHP – 4 grudnia 1965

## Dyplomy i podziękowania
- Dyplom honorowy za szczególny wkład pracy włożony w okresie przejmowania przedsiębiorstwa przez władze polskie oraz w dowód uznania za ofiarną i nienaganną pracę na Kopalni im. M. Thoreza w okresie 15-lecia Niepodległości Polski Ludowej (przyznany przez Konferencję Samorządu Robotniczego) – 18 lipca 1959
- Dyplom szczególnego uznania za wybitne zasługi w rozwoju harcerstwa w mieście Wałbrzychu oraz wieloletni ofiarny wkład pracy w dzieło socjalistycznego wychowania dzieci i młodzieży (od komendanta hufca Wałbrzych) – 28 listopada 1985
- Podziękowanie od komendanta chorągwi za wieloletni ofiarny trud i wysiłek wkładany w dzieło rozwoju i umacniania harcerstwa na Dolnym Śląsku, nadany z okazji XXV-lecia powrotu Ziem Zachodnich i Północnych do Macierzy – 1970
- Podziękowanie za pomoc w przeprowadzeniu Harcerskiej Akcji Letniej '97 oraz pomocy dla powodzian przyjętych przez harcerzy na obozie w Wilczu – wrzesień 1997
- Gratulacje oraz życzenia pomyślności i szczęścia z okazji 40-lecia pożycia małżeńskiego dla Marianny i Henryka wysłane przez Urząd Miejski w Szczawnie-Zdroju – 24 lutego 1989